# Novo Airão
Novo Airão ist eine kleine Stadt am Rio Negro mit etwa 20.000 Einwohnern, Novo-Airãoenser genannt, und einer großen Gemeindefläche von rund 37.771 Quadratkilometern, die sich bis an die Grenze von Roraima erstreckt. Die Gemeinde ist Teil der Metropolregion Manaus im brasilianischen Bundesstaat Amazonas.

## Geographie
Novo Airão befindet sich auf dem Breitengrad 2º37'15' Süd und dem Längengrad 60º56'38' West auf einer Höhe von 45 Metern über Normalnull. Das Biom ist der Amazonas-Regenwald (Amazônia). 2017 waren 96,55 % der Gemeindefläche mit Regenwald bedeckt. Die nichturbane Bevölkerung lebt zum Teil von Subsistenzwirtschaft und Extraktivismus.

### Lage
Novo Airão liegt am südlichen Ufer des Rio Negro, der durch den Ort fließende Igarapé Santo Antônio bildet hier zum Rio Negro eine Halbinsel aus. Das Munizip grenzt an die Gemeinden Presidente Figueiredo, Manaus, Iranduba, Manacapuru, Caapiranga, Codajás, Barcelos und den Staat Roraima.
Der Ort liegt 115 km nordwestlich von Manaus und ist von dort über den Fluss (Streckenlänge 143 km) oder über Straßen (Streckenlänge 200 km) erreichbar. Von Manaus kommend quert die AM-070 zunächst den Rio Negro über die Ponte Rio Negro und führt dann bis Manacapuru. Am Ortsrand zweigt rechts die AM-352 nach Novo Airão ab.

### Nachbarmunizipien, grafisch
|          | Rorainópolis (Roraima)                      | Presidente Figueiredo        |
| Barcelos | Kompassrose, die auf Nachbargemeinden zeigt | Manaus, Iranduba, Manacapuru |
|          | Codajás, Caapiranga                         |                              |

### Klima
Die Gemeinde hat tropisches Klima, Am/Af nach der Klimaklassifikation nach Köppen und Geiger. Die Durchschnittstemperatur ist 26,2 °C. Die durchschnittliche Niederschlagsmenge liegt bei 3278 mm im Jahr.

## Anavilhanas
Innerhalb der Gemeinde Novo Airão liegt der Nationalpark von Anavilhanas, ein föderales integrales Schutzgebiet, das eines der größten Flussarchipele der Welt umfasst, mit mehr als 400 Inseln, hunderten von Seen, Nebenflüssen und Bächen. Der Rio Negro ist an dieser Stelle etwa 15 km breit und bildet über hunderte Kilometer eine Landschaft, die als Mosaik des Rio Negro bekannt ist.
Sie liegt im östlichen Teil des Naturschutzkomplexes Zentralamazonien.

## Geschichte
Santo Elias do Jaú wurde 1684 als Missionsstation etwa 100 km flussaufwärts des heutigen Novo Airão gegründet. Aus dieser Station entstand eine Siedlung, die Airão hieß, heute als Geisterstadt Velho Airão bekannt. Sie war ein Handelsposten und durchlief eine rapide, wenn auch nicht nachhaltige Blütezeit während des Kautschukbooms.
Doch der Niedergang erfolgte genauso schnell wie der Aufstieg. 1950 wurden die letzten Einwohner evakuiert und in das Novo Airão etwa 100 km weiter flussabwärts umgesiedelt. Eine Legende erzählt, dass die Bewohner um Hilfe baten, weil sie von Ameisen buchstäblich aufgefressen wurden. Heute zeugen nur noch Ruinen von der Stadt im Urwald und dienen als Attraktion für den Tourismus, der eine wichtige Einnahmequelle von Novo Airão darstellt.

## Bevölkerungsentwicklung
| Jahr | Einwohner | Stadt | Land  |
| --- | --------- | ----- | ----- |
| 1960 | 5.021     | 266   | 4.755 |
| 1970 | 6.077     | 312   | 5.765 |
| 1980 | 3.672     | 1.188 | 2.484 |
| 1991 | 14.024    | 5.980 | 8.044 |
| 2000 | 9.651     | 6.984 | 2.667 |
| 2010 | 14.780    | 9.490 | 5.290 |
| 2021 | 20.395    | ?     | ?     |
| Hier fehlt eine Grafik, die leider im Moment aus technischen Gründen nicht angezeigt werden kann. Wir arbeiten daran! |           |       |       |

Quelle: IBGE (2011), Daten von Volkszählungen, Angabe für 2020 ist eine Schätzung

## Ethnische Zusammensetzung
Ethnische Gruppen im Zehnjahresvergleich nach der statistischen Einteilung des IBGE (Stand 2000 mit 9.651 Einwohnern, Stand 2010 mit 14.723 Einwohnern), für 2010 nennt das Statistikinstitut auch die Zahl 14.780: Von diesen lebten 2010 9.490 Einwohner im städtischen Bereich und 5.290 im ländlichen Raum und weiträumigen Regenwaldgebiet.
| Gruppe      | Anteil 2000 | Anteil 2010 | Anmerkung                        |
| ----------- | ----------- | ----------- | -------------------------------- |
| Brancos     | 689         | ▲ 2.104     | Weiße, Nachfahren von Europäern  |
| Pardos      | 8.333       | ▲ 10.626    | Mischrassige, Mulatten, Mestizen |
| Pretos      | 72          | ▲ 865       | Schwarze                         |
| Amarelos    | 23          | ▲ 160       | Asiaten                          |
| Indígenas   | 383         | ▲ 967       | indigene Bevölkerung             |
| ohne Angabe | 12          | –           |                                  |

## Kunsthandwerk
Die Kunsthandwerker stellen ihre Stücke (u. a. Matten, Körbe, Siebe und Lampen) aus Pflanzenfasern der Gegend her. Gefördert wird das von der Stiftung Almerinda Malaquias, die nachhaltiges Kunsthandwerk aus Holz und Recyclingpapier unterstützt. Die Objekte können am Sitz des Vereins oder in Geschäften in der ganzen Gemeinde erworben werden. Auch holzgeschnitzte Gegenstände, wie kleine Tiere und Schlüsselanhänger, sind ein Highlight im lokalen Handel.